# システマ (格闘技)
システマ（ロシア語: Система, ラテン文字転写: Systema）は、ロシアの武術、軍隊格闘術。近代戦における様々な状況を想定した実戦的格闘術として、近年注目を集めている。その歴史的背景と技術的特徴から、一般向けのセミナーでは護身術として整備されたプログラムを用いて指導されている。そのため2017年時点では競技格闘技ではない。

## 歴史
システマはソビエト連邦のヨシフ・スターリンのボディーガードから教わったミハイル・リャブコによって創設された。
1990年代初頭の冷戦終結後と言えるソビエト連邦の崩壊に伴い、かつては謎に包まれていた数々のロシア武術の全容が次々と明らかにされていった。その中の一つが元ロシア軍特殊部隊員ミハイル・リャブコによって公開されたシステマである。代々戦士として戦ってきた家系に生まれたリャブコは15歳でスペツナズに所属したのち多数の特殊部隊の戦略的顧問を歴任、現在はロシア法務大臣補佐官を務めている。システマはリャブコ自身が体験した戦闘、人質奪還、武装解除、カウンターテロ作戦など数多くの実戦の中で得たノウハウから構築されているという。現在システマはロシアの特殊部隊やロシア連邦保安庁など様々な機関が導入している。

## 概要
徹底した脱力と柔らかな動作が特徴。その形態からロシアの合気道と呼ばれることがあるが、システマはリャブコ家に家伝として伝わっていたロシアの伝統武術を源流としている。
ナイフ、槍、棍棒、拳銃、突撃銃などの武器に関する攻防技術が多く盛り込まれている。これはロシア伝統武術全般の共通理念である全局面戦闘、白兵戦における生存性の向上などを色濃く受け継いだものと思われる。
現在、システマはロシア以外にもアメリカ合衆国、イギリス、フランス、ドイツ、セルビアなど各国に普及が進んでいる。日本では2005年に公式ジムである「システマジャパン」が設立された。一般向けのセミナーでは殺人術などの軍事・警察関連機関向けの戦闘術は指導・公開されていない。

### 基本原則
システマでは個別の技よりも、身体の使い方の原理を習得することに重点が置かれている。特に以下の4つが、システマ的な身体の使い方の基本原則であるとされる。
- Keep breathing （呼吸し続ける）
- Stay relaxed （リラックスを保つ）
- Keep straight posture （姿勢を真っ直ぐ保つ）
- Keep moving （移動し続ける）

## DVD
- 『ロシア武術システマ「HAND to HAND【接近戦】」日本語版』[4]システマジャパン ASIN: B000WPEIEW

ヴラデミア・ヴァシリエフによる基礎概念の解説

## システマが登場する作品

### 漫画
- ディアスポリス 異邦警察 - スペツナズ出身の元軍人、ユーリが使用。主人公久保塚は、ユーリからシステマを習得する。
- アクメツ - 主人公アクメツの使う武術として登場。
- TOUGH - ロシアの逃亡軍人ミハイルが使用。主人公とその父親の流派、灘神影流と同じ身体操法を使う武術であるとされる。
- 嘘喰い - レーシィ船長の部下、ヴォジャが使用。蜂名と対峙した際、『変な動き』扱いを受ける。
- ツマヌダ格闘街 - ドラエの姉、アナスタシアの護衛役であるバウワンが使用。
- 外見至上主義 - 蛍介の友人、四宮がケンカで使用。
- 魔法少女特殊戦あすか
- 変人のサラダボウル@comic - 本作の主人公である鏑矢惣助はシステマを習得している設定である（実際に用いる描写は少なく､1巻のはじめで一度使われたのみである｡〈2024年6月時点〉）。

### 小説
- ヤングガン・カルナバル - ロシアン・マフィア「ヴェルシーナ」の女性ヤングガン（若い殺し屋）、タチアナはシステマの達人という設定である。
- 変人のサラダボウル - 本作の主人公である鏑矢惣助はシステマを習得している設定である（実際に用いる描写は少なく､1巻のはじめで一度使われたのみである｡〈2024年6月時点〉）。

### アニメ
- ハヤテのごとく！ CAN'T TAKE MY EYES OFF YOU - 主人公ナギの妹を名乗るツグミ・ルリが操る。殴られた相手がきりもみ状に回転して派手に吹っ飛ぶ等アニメ的な誇張表現が多い。前傾姿勢で両手を後ろに上げて走る、両手を開いて腕をくねらせた奇妙な構え、掌を使った打撃が多い等、実際の動きとはだいぶ異なる。「拳を下向きに打つ」「打撃は軽いが骨に直接ダメージを与える」などの間違った解説が入る。

### テレビドラマ
- 仮面ライダービルド - 主要登場人物の万丈龍我が会得している。
- ディア・ペイシェント〜絆のカルテ〜（2020年、NHK総合）

### ゲーム
- コール オブ デューティ ブラックオプス - 元赤軍のヴィクター・レズノフが使用。ベトコンの奇襲に対しシステマで逆襲している。
- 第2次スーパーロボット大戦Z 破界篇 - 本作主人公のクロウ・ブルーストが白兵戦で使用（テキスト描写のみ）。
- デッド オア アライブ5 アルティメット アーケード - アーケード版追加キャラクターのマリー・ローズが使用。特定の「構え」が無く、脱力状態から相手の攻撃を無効化する動作などを持つ。
- ストリートファイターV - ギルの秘書であるコーリンが使用。

### お笑い
- みなみかわ - システマを習っており、自らが出演するテレビ番組で披露する事がある。